# Onisocryptus kurilensis
Onisocryptus kurilensis is een pissebed uit de familie Cyproniscidae. De wetenschappelijke naam van de soort is voor het eerst geldig gepubliceerd in 1998 door Rybakov.